# تسوباسا سوزوکی (بازیکن فوتبال، زاده ۱۹۹۰)
تسوباسا سوزوکی (ژاپنی: 鈴木 翼؛ زادهٔ ۴ نوامبر ۱۹۹۰) یک بازیکن فوتبال اهل ژاپن است.
از باشگاه‌هایی که در آن بازی کرده‌است می‌توان به باشگاه فوتبال ساگامیهارا اشاره کرد.